# 128 (getal)
128 is het natuurlijke getal volgend op 127 en voorafgaand aan 129.

## In de wiskunde
Honderdachtentwintig is:
- het grootste getal dat niet is te schrijven als som van verschillende kwadraten.
- de zevende macht van 2.

## Overig
Honderdachtentwintig is ook:
- Het aantal tekencodes in ASCII.
- De lengte van een cyclus van schrikkeljaren in de Iraanse kalender.
- Het jaar A.D. 128.
- Het jaar 128 v.Chr.